# Neocorus
Johann Adolfi Köster, genannt Neocorus (* vor 1559; † wohl 1630/31) war Chronist des Landes Dithmarschen und von 1590 bis 1624 Pastor der Gemeinde Büsum.

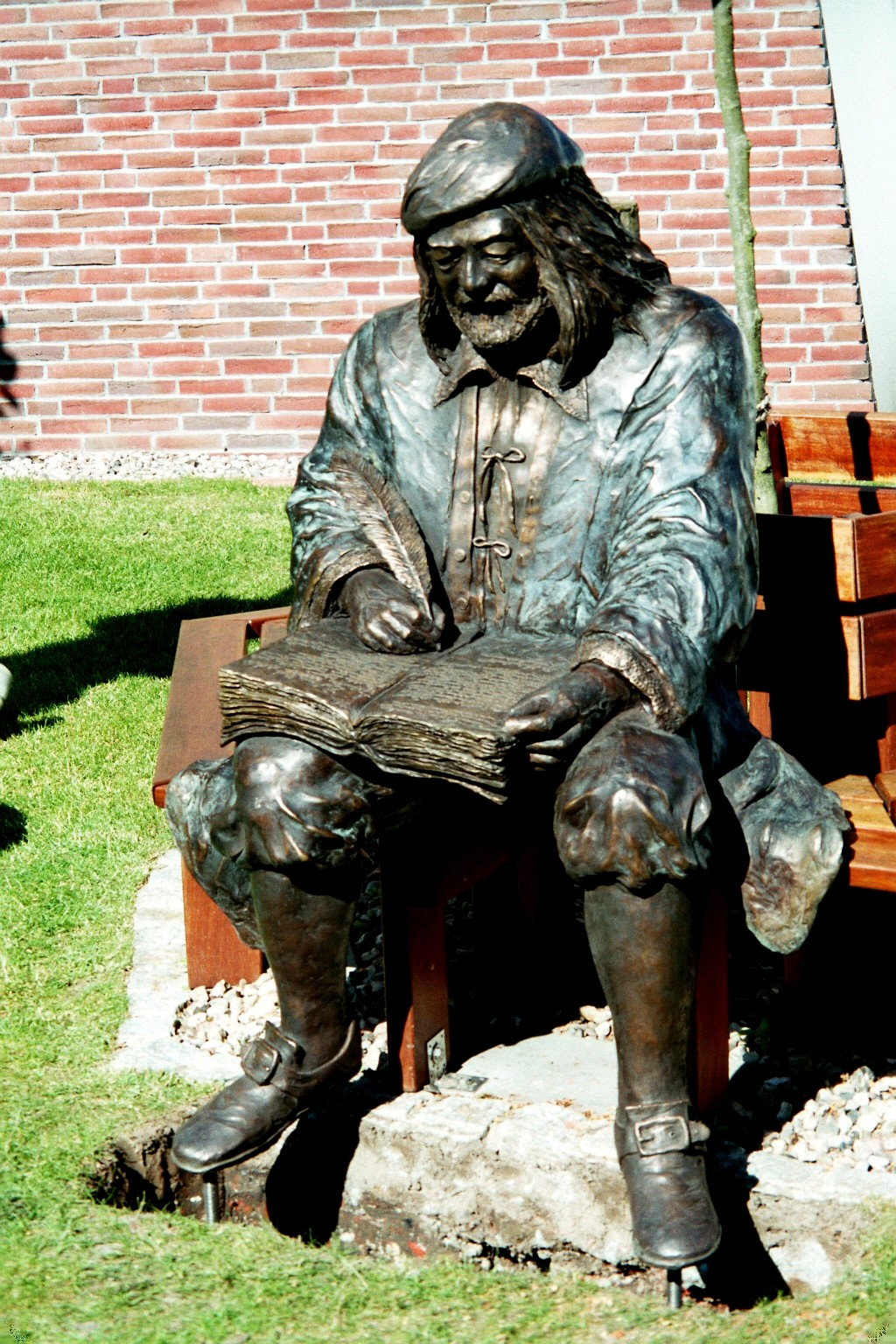
Neocorus – Bronzeplastik von Jens Rusch auf dem Neocorus-Platz in Büsum.

## Leben
Johann Kösters Vater Adolf Philippi war Schullehrer in Wöhrden und zweiter Prediger der dortigen St.-Nicolai-Kirche. Seine Mutter gehörte zu dem mächtigen und angesehenen Dithmarscher Geschlecht der Isemannen. Er selbst wurde vermutlich einige Jahre vor dem Verlust der Dithmarscher Unabhängigkeit 1559 geboren und wuchs ab etwa 1560 in Wöhrden auf. Nach der Eroberung Dithmarschens teilten sich der dänische König Friedrich II. und seine Onkel Herzog Hans von Hardersleben und Herzog Adolf von Schleswig-Holstein-Gottorf das Land. Bei einer erneuten Aufteilung 1581 wurde auch das in der Mitte des Landes liegende Kirchspiel Wöhrden zwischen dem dänischen König und dem Gottorfer Herzog geteilt. Im Jahr zuvor waren Neocorus’ Eltern gestorben.
Neocorus wurde zunächst von seinem Vater unterrichtet und studierte dann an der im Oktober 1576 gegründeten Universität Helmstedt. Nach nur kurzer Studienzeit hielt er 1578 seine erste Predigt in einem Dorf bei Helmstedt, ehe er im selben Jahr nach Dithmarschen zurückkehrte und Schulmeister und Küster in Büsum wurde, damals das Dorf Norddorp auf der Insel Bisvne. 1590 wurde er zweiter Prediger der dortigen St.-Clemens-Kirche. Da ihm das von der Gemeinde gestellte Haus zu klein war, verwendete er das Erbe seiner Mutter, um sich ein größeres Haus zu bauen. Um 1594 begann er mit der Niederschrift seiner Chronik, die er ab 1598 unter dem Titel Dithmersche historische Geschichte van ehrer Ankumbst, Seden, Gebruken, Geschlechter, Kluffte, Landen, Steden, Flecken, Dorpern. Item van ehren Regimentt, Religion, Policien, Krigen, Vorruckingen, Vormehringen, Handelen und dapferen manlichen Daden uth velen geloffwerdigen Historicis, olden geschrevenen Chronicis, eigentlicken Vortekenissen, Breven, Instrumenten, Privilegien, Vordregen unde Monumenten thosamende gedragen, ock eines Deles nun erstlick angemercket unde uppe getekenet mit sonderbaren mechtigen Vlite, grothen schwerer Moyte unde Arbeith, dorch Johannem Neokorum Ettahulphidem in demsulvigen Lande bordich. Anno 1598. in Reinschrift übertrug und bis 1619 fortführte. In seiner Gemeinde gründete er eine Armengilde und unterstützte aktiv den Dammbau, der die Insel mit dem Festland verbinden sollte. Mit den Büsumern lag er seinen Aufzeichnungen zufolge jedoch häufig im Streit und wurde schließlich 1624 von der Gemeinde als Pastor abgesetzt. Zum letzten Mal erwähnt wurde er im Dezember 1630. Vermutlich starb er wenig später.

## Name
Seinen Nachnamen Köster hatte sein Vater vermutlich von der niederdeutschen Berufsbezeichnung für den Küster der Kirche, der auch Lehrer der Kirchspielschule war. Die Bezeichnung neōcorus (griechisch: νεωκόρος neōkóros), die Köster sich selbst in humanistischer Tradition beilegte, kommt aus dem Griechischen und bezeichnet einen Tempelaufseher, der auch für die Reinigung verantwortlich ist, und ist somit die Übersetzung des väterlichen Nachnamens. Neocorus nannte sich auch Ettahulphides als Latinisierung des Patronyms.

## Chronistentätigkeit
Neocorus war ein bedeutender Chronist der Geschichte Dithmarschens; er bearbeitete für die Einführung in die Geschichte auch den Text der Germania des Tacitus in mittelniederdeutsch. Er hatte mit an Sicherheit grenzender Wahrscheinlichkeit Zugriff auf die Schriften älterer Dithmarschen Chronisten, darunter der Lundener Geistliche Nicolaus Milde um 1480, Verfasser einiger Notizen über das Land, Johann Erp um 1520, Henning Swyn bis 1533, Nicolaus Dyck um 1500, und Jacob Boie um 1540, auf Zeitgeschichtliches bzw. Lokales.

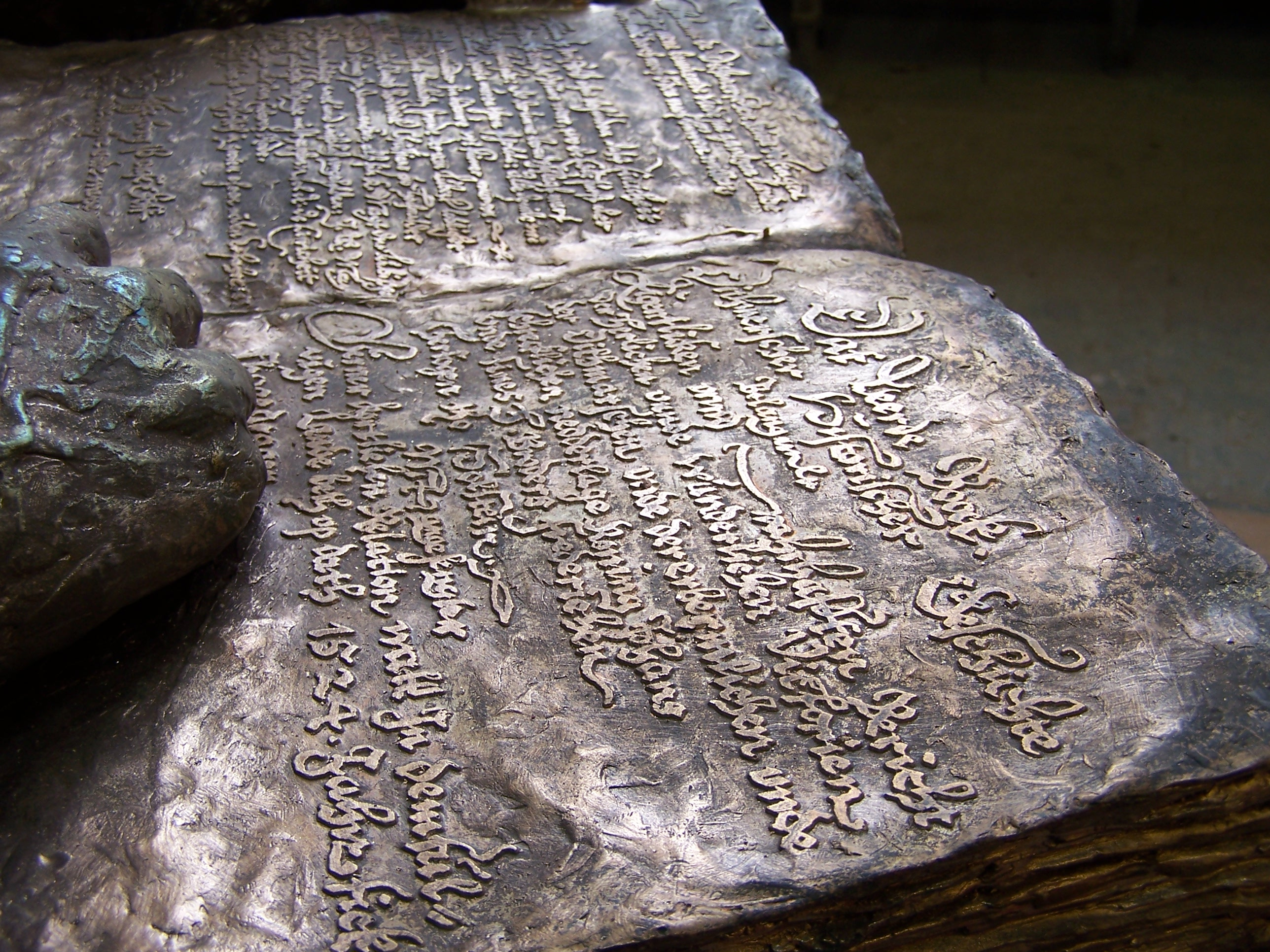
Bronzeplastik mit der Handschrift des Neocorus

Weitere Vorgänger waren Johann Russe (ca. 1506–1555), der die Aufzeichnungen von Henning Swyn nutzte (siehe oben), und Carsten Schröder (1531–1615), der Zugang zu Russes Aufzeichnungen und die Petersens (1599) über die Schlacht bei Hemmingstedt mit Namensnennungen der gefallenen Ritter besaß, die dieser von seinem Vater hatte.
Neocorus hat sein historisches Werk Chronik des Landes Dithmarschen handschriftlich in Mittelniederdeutsch verfasst, aber nicht vollenden können, selbst sein Nachfolger Hans Detleff tho Windtbergen (1634/43) konnte nur handschriftlich die Arbeiten weiterführen. Erst der Kieler Professor Friedrich Christoph Dahlmann gab die aus der Urschrift stammende Chronik 1827 in Kiel heraus und ergänzte sie unter Einbeziehung der fortschreibenden Chronisten wie Johann Adrian Bolten (1781–1788) und dem Zeitzeugen der Schlacht bei Hemmingstedt (1500) Albert Krantz (1504) (dessen umfangreiche Werke den vorherigen Chronisten so nicht zugänglich waren).

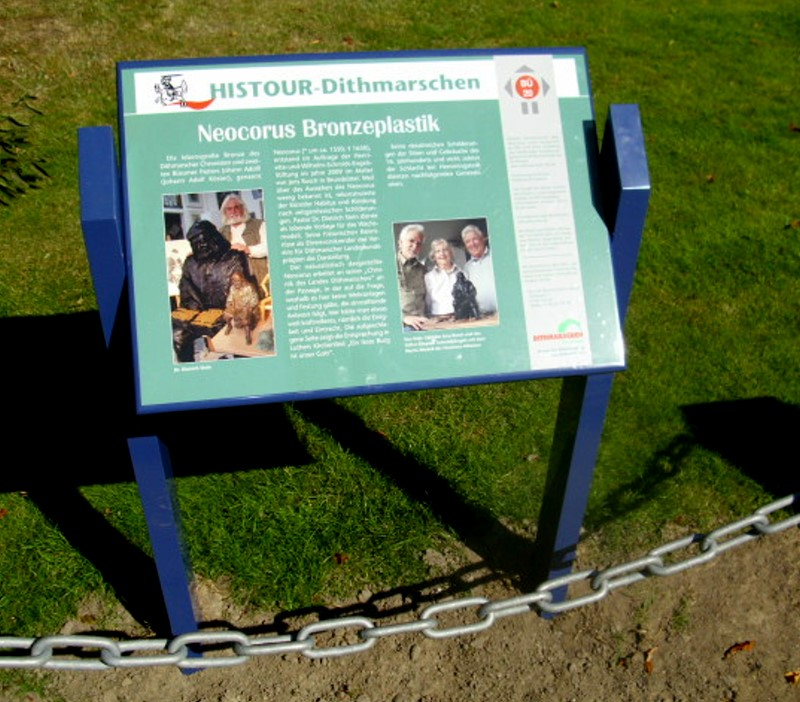
Informationstafel am Neocorus-Platz in Büsum

## Werke
- Chronik des Landes Dithmarschen. Aus der Urschrift herausgegeben von Prof. Friedrich Christoph Dahlmann, 2 Bde., Kiel 1827 Bd. 1 (Bd. 1 auf Google Books); Bd. 2; (Bd. 2 auf Google Books).
- Neocorus, wat he vun de olen Dithmarscher vertellt: in Utwaahl plattdütsch navertellt vun Friedrich Pauly. Heide i. H.: Boyens [ca. 1930]. Eine freie niederdeutsche Nacherzählung von Neocorus' Chronik.

## Ehrungen

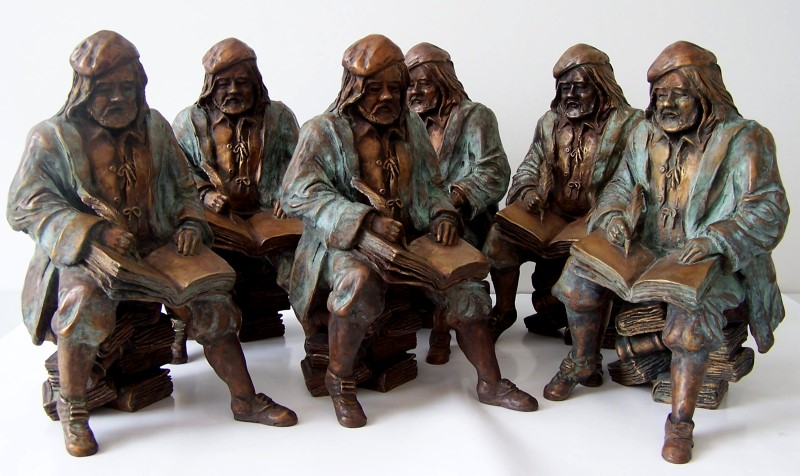
Neocorus-Kleinplastik in Bronze.

- In Büsum wurde eine Schule nach ihm benannt.
- Der Neocorus-Platz befindet sich vor der St.-Clemens-Kirche in Büsum.
- Die H.& W. Schmidt-Engels-Stiftung stiftete der St.-Clemens-Kirchengemeinde eine lebensgroße Neocorus-Bronzeplastik.